# San Isidro (Carchi)
San Isidro ist eine Parroquia rural („ländliches Kirchspiel“) im Kanton Espejo der ecuadorianischen Provinz Carchi. Die Parroquia besitzt eine Fläche von 48,31 km². Die Einwohnerzahl lag im Jahr 2010 bei 2721.

## Lage
Die Parroquia San Isidro liegt in den westlichen Anden im Norden von Ecuador. Das Areal wird nach Süden zum Río Chota entwässert. Der etwa 3020 m hoch gelegene Hauptort befindet sich 5 km westsüdwestlich vom Kantonshauptort El Ángel. Die Fernstraße E187 (El Ángel–Mira) führt an San Isidro vorbei.
Die Parroquia San Isidro grenzt im Norden und im Osten an das Municipio von El Ángel, im Südosten an die Parroquia García Moreno (Kanton Bolívar) sowie im Süden und im Westen an die Parroquia Mira.

## Orte und Siedlungen
Neben dem Hauptort gibt es folgende Orte in der Parroquia: Carlisama, Cebita, Chitacaspi, La Calera, La Grama, La Guada, Los Molinos, Puchues und Santa Rosa.

## Geschichte
Die Parroquia San Isidro wurde am 23. April 1884 gegründet. Seit dem 18. Juli 1901 ist San Isidro auch eine kirchliche Pfarrei.